# Kainznbach
Der Kainznbach ist ein rund 1,3 Kilometer langer linker Nebenfluss des Liebochbaches in der Steiermark. Er entspringt nordöstlich des Hauptortes von Sankt Bartholomä, westlich der Gemeindegrenze zu Sankt Oswald bei Plankenwarth und fließt zuerst relativ geradlinig und kurz vor der Mündung zuerst in einen Rechts- und dann in einen Linksbogen insgesamt nach Südwesten. Östlich von Sankt Bartholomä mündet er westlich der L336 in den Liebochbach, der danach nach rechts abknickt.